# Hağí Mustafa Şerif
Hağí Mustafa Şerif (de cele mai multe ori transcris în limba română sub forma: Mustafa Șerif sau Hagi Mustafa Șerif) a fost un lider spiritual al tătarilor din România, imam, muftiul comunității musulmane din județul Constanța. A servit ca muftiu în perioada 1878-1894 fiind succedat de Bekir Arif.